# Quattro Giorni di Dunkerque 1973
La Quattro Giorni di Dunkerque 1973, diciannovesima edizione della corsa, si svolse dall'8 al 13 maggio su un percorso di 975 km ripartiti in 5 tappe (la quinta suddivisa in due semitappe) più un cronoprologo, con partenza e arrivo a Dunkerque. Fu vinta dal belga Freddy Maertens della Flandria-Carpenter-Shimano davanti al suo connazionale Frans Verbeeck e all'olandese Joop Zoetemelk.

## Tappe
| Tappa  | Data      | Percorso                                  | km   | Vincitore di tappa  | Leader cl. generale |
| ------ | --------- | ----------------------------------------- | ---- | ------------------- | ------------------- |
| Prol.  | 8 maggio  | Dunkerque > Dunkerque (cron. individuale) | 4,8  | René Pijnen         | René Pijnen         |
| 1ª     | 9 maggio  | Dunkerque > Dunkerque                     | 221  | Marc Demeyer        | René Pijnen         |
| 2ª     | 10 maggio | Saint-Omer > San Quintino                 | 230  | Frans Verbeeck      | Frans Verbeeck      |
| 3ª     | 11 maggio | San Quintino > Valenciennes               | 177  | Willy Planckaert    | Frans Verbeeck      |
| 4ª     | 12 maggio | Valenciennes > Dunkerque                  | 205  | Englebert Opdebeeck | Frans Verbeeck      |
| 5ª-1ª  | 13 maggio | Dunkerque > Saint-Omer                    | 116  | Lucien Aimar        | Frans Verbeeck      |
| 5ª-2ª  | 13 maggio | Dunkerque > Dunkerque (cron. individuale) | 21,6 | Freddy Maertens     | Freddy Maertens     |
| Totale | Totale    | Totale                                    | 975  |                     |                     |

## Dettagli delle tappe

### Prologo
- 8 maggio: Dunkerque > Dunkerque (cron. individuale) – 4,8 km

| Pos. | Corridore      | Squadra | Tempo |
| ---- | -------------- | ------- | ----- |
| 1    | René Pijnen    | Bic     | 6'05" |
| 2    | Yves Hézard    | Sonolor | a 1"  |
| 3    | Joop Zoetemelk | Gitane  | a 3"  |

| Pos. | Corridore   | Squadra | Tempo |
| ---- | ----------- | ------- | ----- |
| 1    | René Pijnen | Bic     |       |

### 1ª tappa
- 9 maggio: Dunkerque > Dunkerque – 221 km

| Pos. | Corridore      | Squadra  | Tempo    |
| ---- | -------------- | -------- | -------- |
| 1    | Marc Demeyer   | Flandria | 5h22'28" |
| 2    | Robert Bouloux | Peugeot  | s.t.     |
| 3    | Frans Verbeeck | Watney   | s.t.     |

| Pos. | Corridore   | Squadra | Tempo |
| ---- | ----------- | ------- | ----- |
| 1    | René Pijnen | Bic     |       |

### 2ª tappa
- 10 maggio: Saint-Omer > San Quintino – 230 km

| Pos. | Corridore       | Squadra  | Tempo    |
| ---- | --------------- | -------- | -------- |
| 1    | Frans Verbeeck  | Watney   | 4h21'50" |
| 2    | Freddy Maertens | Flandria | s.t.     |
| 3    | Alain Santy     | Bic      | s.t.     |

| Pos. | Corridore      | Squadra | Tempo |
| ---- | -------------- | ------- | ----- |
| 1    | Frans Verbeeck | Watney  |       |

### 3ª tappa
- 11 maggio: San Quintino > Valenciennes – 177 km

| Pos. | Corridore        | Squadra   | Tempo    |
| ---- | ---------------- | --------- | -------- |
| 1    | Willy Planckaert | Ijsboerke | 4h21'00" |
| 2    | Freddy Maertens  | Flandria  | s.t.     |
| 3    | René Pijnen      | Bic       | s.t.     |

| Pos. | Corridore      | Squadra | Tempo |
| ---- | -------------- | ------- | ----- |
| 1    | Frans Verbeeck | Watney  |       |

### 4ª tappa
- 12 maggio: Valenciennes > Dunkerque – 205 km

| Pos. | Corridore           | Squadra | Tempo    |
| ---- | ------------------- | ------- | -------- |
| 1    | Englebert Opdebeeck | Watney  | 4h57'10" |
| 2    | Willy Abbeloos      | Watney  | a 18"    |
| 3    | Sylvain Vasseur     | Bic     | a 23"    |

| Pos. | Corridore      | Squadra | Tempo |
| ---- | -------------- | ------- | ----- |
| 1    | Frans Verbeeck | Watney  |       |

### 5ª tappa - 1ª semitappa
- 13 maggio: Dunkerque > Saint-Omer – 116 km

| Pos. | Corridore           | Squadra | Tempo    |
| ---- | ------------------- | ------- | -------- |
| 1    | Lucien Aimar        | De Kova | 3h13'27" |
| 2    | Gilbert Bellone     | Gitane  | s.t.     |
| 3    | Englebert Opdebeeck | Watney  | a 2'11"  |

| Pos. | Corridore      | Squadra | Tempo |
| ---- | -------------- | ------- | ----- |
| 1    | Frans Verbeeck | Watney  |       |

### 5ª tappa - 2ª semitappa
- 13 maggio: Dunkerque > Dunkerque (cron. individuale) – 21,6 km

| Pos. | Corridore        | Squadra  | Tempo  |
| ---- | ---------------- | -------- | ------ |
| 1    | Freddy Maertens  | Flandria | 34'48" |
| 2    | Joop Zoetemelk   | Gitane   | a 5"   |
| 3    | Raymond Poulidor | Gan      | a 7"   |

| Pos. | Corridore       | Squadra  | Tempo     |
| ---- | --------------- | -------- | --------- |
| 1    | Freddy Maertens | Flandria | 22h54'51" |
| 2    | Frans Verbeeck  | Watney   | a 3"      |
| 3    | Joop Zoetemelk  | Gitane   | a 13"     |

## Classifiche finali

### Classifica generale
| Pos. | Corridore        | Squadra                    | Tempo     |
| ---- | ---------------- | -------------------------- | --------- |
| 1    | Freddy Maertens  | Flandria-Carpenter-Shimano | 22h54'51" |
| 2    | Frans Verbeeck   | Watney-Maes Pils           | a 3"      |
| 3    | Joop Zoetemelk   | Gitane-Frigecreme          | a 13"     |
| 4    | Raymond Poulidor | Gan-Mercier-Hutchinson     | a 17"     |
| 5    | René Pijnen      | Bic                        | a 46"     |
| 6    | Alain Santy      | Bic                        | a 49"     |
| 7    | Régis Ovion      | Peugeot-BP-Michelin        | a 1'00"   |
| 8    | Yves Hézard      | Sonolor                    | a 1'03"   |
| 9    | Daniel Rebillard | Flandria-Carpenter-Shimano | a 1'33"   |
| 10   | Willy Abbeloos   | Watney-Maes Pils           | a 3'46"   |